# Throes of Joy in the Jaws of Defeatism
Throes of Joy in the Jaws of Defeatism ist das 16. Studioalbum der britischen Grindcore-Band Napalm Death. Es erschien am 18. September 2020 bei Century Media.

## Entstehung
Die Band befand sich in der Zeit seit dem letzten Album Apex Predator – Easy Meat sehr viel auf Tournee, ab September 2017 arbeitete die Band in den Tourneepausen an Throes of Joy in the Jaws of Defeatism. Während dieser Zeit zog Gitarrist Mitch Harris mit seiner Familie in die USA, sodass er zwar das Album eingespielt hat, aber nicht am Songwriting beteiligt war. Einen Teil der Gitarren-Aufnahmen bestritt zudem Live-Gitarrist John Cooke. Die Aufnahmen zum Album waren noch vor der Corona-Pandemie abgeschlossen, sodass diese keinen Einfluss auf die Themen der Liedtexte hatte. Grundthema der überwiegend von Sänger Barney Greenway verfassten Texte ist die „Entmenschlichung der Bevölkerung“, indem Teile von ihnen wie Geflüchtete oder Mitglieder der LGBT-Bewegung durch die Gesellschaft und Politiker diskriminiert werden.

## Rezeption
Das Album wurde überwiegend positiv aufgenommen. Laut.de bezeichnet es als die „vielleicht beste Platte der Extreme-Metaller überhaupt“ und bescheinigt dem Album „ungebändigte Spielfreude, Angriffslust und musikalische Horizonterweiterung“. Das Ox-Fanzine bemerkt, dass Hauptsongwriter Mark Greenway und Shane Embury ihren musikalischen Einflüssen wie Killing Joke, Sonic Youth, Swans und Dead Kennedys freien Lauf gelassen haben. Das Onlinemagazin stormbringer.at meint, dass Napalm Death sich auch 2020 auf die eigenen Stärken besinne, dass jedoch Industrial-geprägte Stücke wie Amoral nicht jedem gefallen würden. Das Rock Hard schreibt, dass die Band die verschiedenen stilistischen Einflüsse des Albums durch „Energie und Geschwindigkeit“ zusammenhalte und bescheinigt dem Album eine „atemberaubende Frische“.

## Titelliste
1. Fuck the Factoid (2:30)
2. Backlash Just Because (2:56)
3. That Curse of Being in Thrall (3:37)
4. Contagion (4:05)
5. Joie De Ne Pas Vivre (2:28)
6. Invigorating Clutch (4:06)
7. Zero Gravitas Chamber (4:03)
8. Fluxing of the Muscle (4:34)
9. Amoral (3:05)
10. Throes of Joy in the Jaws Of Defeatism (2:56)
11. Acting in Gouged Faith (3:37)
12. A Bellyful of Salt and Spleen (4:37)

## Belege
1. 1 2 3  Oliver Di Iorio: Napalm Death: “Man muss sich nur auf der Welt umsehen, um zu erkennen, zu welchen Taten Menschen fähig sind”. In: metal.de. 2. November 2020, abgerufen am 18. August 2021.
2. 1 2  Tim Finch: Interview: Barney of Napalm Death. In: The Razors Edge. 10. September 2020, abgerufen am 18. August 2021 (englisch).
3. ↑  Ingo Rieser: Throes Of Joy In The Jaws Of Defeatism. In: Ox-Fanzine Dezember 2020/Januar 2021. Abgerufen am 18. August 2021.
4. ↑  El Greco: NAPALM DEATH - Throes of Joy in the Jaws of Defeatism. In: stormbringer.at. 20. November 2020, abgerufen am 18. August 2021.
5. ↑  Jan Jaedike: NAPALM DEATH Throes Of Joy In The Jaws Of Defeatism. In: Rock Hard #400. Abgerufen am 18. August 2021.
6. ↑  Chartquellen: Deutschland - Österreich - Schweiz, abgerufen am 18. August 2021